# Hemeroblemma isone
Hemeroblemma isone är en fjärilsart som beskrevs av Achille Guenée 1852. Hemeroblemma isone ingår i släktet Hemeroblemma och familjen nattflyn. Inga underarter finns listade i Catalogue of Life.